# Ассамблея Бога в Италии
Ассамблея Бога в Италии (итал. Assemblee di Dio in Italia, ADI), полное название — Евангелические христианские церкви Ассамблеи Бога в Италии (Chese Cristiane Evangeliche Assemblee di Dio in Italia) — это товарищество евангелических и пятидесятнических церквей в Италии.

## История
Ассамблея уходит корнями в итальянское пятидесятническое возрождение, возглавляемое Луисом Франческоном (Louis Francescon) среди итальянских иммигрантов в Чикаго в 1907 году, что привело к образованию христианской конгрегации в Соединенных Штатах (англ. Christian Congregation in the United States).
Из Чикаго миссионеры Франческон, Джакомо Ломбарди, Пьетро Оттолини, Лючия Менна, Умберто Газзари и Луи Терраньоли, вернулись в Италию, чтобы распространять пятидесятническое Евангелие и основать пятидесятнические церкви. Во время фашистского режима письмо Гвидо Буффарини Гуиди, заместителя министра внутренних дел, дало основание закрыть все пятидесятнические общины в Италии.
После падения фашизма пятидесятникам все еще было трудно исповедовать свою веру и свободу вероисповедания из-за юридических препятствий. Таким образом, несколько пятидесятнических общин стремились к чисто номинальному присоединению к Ассамблеям Бога в США.
В 1948 году была основана «Ассамблея Бога в Италии».

## Легализация
В 1986 году деноминация подписала соглашение с правительством Италии в соответствии со ст. 8 Конституции Италии. Соглашение стало законом в 1988 году.

## Статистика
По данным аналитического центра CESNUR, ассамблея является крупнейшей протестантской конфессией в Италии. По состоянию на 2013 год он насчитывала 1028 общин, 150 000 членов и 590 пасторов.

## Распространение
Церковь более многочисленна на юге, особенно в Кампании, Апулии, Базиликате, Калабрии и Сицилии, где она насчитывает более половины своих прихожан.

## Структура
Ассамблея является итальянским отделением Международного братства христианских ассамблей, партнёр Сообщества Всемирной Ассамблеи Бога. Ассамблея входит Национальную евангелическую ассоциацию США и в Пятидесятническое братство Северной Америки.

## Внешние ссылки
- assembleedidio.org — официальный сайт Ассамблея Бога в Италии